# Jo Ractliffe
Jo Ractliffe, née le 9 mars 1961, est une photographe et enseignante sud-africaine travaillant au Cap, où elle est née, et à Johannesbourg. Elle est considérée comme l'une des «photographes sociales» sud-africaines les plus influentes. 

## Biographie
Née au Cap en 1961, elle mène ses études artistiques dans cette ville,  à la Ruth Prowse School of Art de Woodstock, puis, jusqu’en 1988, à la Michaelis School of Fine Art (en) de l'université du Cap.
Dès sa première participation à une exposition,en 1988, au Musée Irma Stern, ses travaux attirent l’attention. D’autres expositions suivent  ensuite en Afrique du Sud, mais aussi, notamment à la 7e Biennale de Gwangju en Corée du Sud en 2008,  au Museum of Modern Art à New York en 2011, en France aux Rencontres d'Arles de 2011 et de 2013, au Tate Modern en 2014, au Metropolitan Museum of Art en 2015, etc. Okwui Enwezor décrit Ractliffe comme « l'une des photographes les plus accomplies et sous-estimées de sa génération ». Les œuvres de Ractliffe ont été exposées dans des expositions solos, ou collectives  avec d'autres artistes de renom tels que David Goldblatt, Guy Tillim, William Kentridge, ou encore Zanele Muholi.
Elle a été boursière ou résidente de la fondation Christoph Merian et de l'École cantonale d'art du Valais, en Suisse et au début des années 2000,, puis en 2008 de l'Ampersand Foundation à New York, et en 2010  de l’institut Wiser (Wits Institute for Social and Economic Research).
Elle est maître de conférences à la Witwatersrand School of Arts, au sein de l'université du Witwatersrand de Johannesburg,. Elle a enseigné également à l'Académie internationale d'été des beaux-arts de Salzbourg, en Autriche, et au Market Photo Workshop de Johannesbourg.

## Thèmes de ses travaux
Elle débute sa pratique photographique en 1980. Elle réalise ses premières séries Crossroads et Visserkor dans les townships du Cap. Dans cette décennie, la lutte contre l'apartheid s'y intensifie et les violences s'amplifient.
Elle montre la montée de la violence avec Nadir qu'elle réalise entre 1986 et 1988.
As Terras do Fim do Mundo est un de ses projets les plus connus. Elle s’intéresse à l'Angola depuis le milieu des années 1980 lorsqu'elle lit pour la première fois Another Day of Life, le récit de Ryszard Kapuściński sur les événements qui ont conduit à l'indépendance de l'Angola et à la guerre civile. Ses photographies constituent un reportage documentaire, effectué en 2009 et 2010, qui capture les traces de la violence, et de combat dans un paysage, évoquant la mémoire, l'histoire et les conséquences du conflit,,,,. 
Elle montre comment la violence du passé se manifeste dans le présent. Ainsi, pour la série Borderlands, elle se rend à Platfontein (en), entre 2011 et 2013. Cette région est marquée par la guerre d'indépendance entre l'Angola et l'Afrique du Sud. Dans le paysage quelques pierres disséminées marquent les tombes des personnes assassinées et oubliées.
Jo Ractliffe aborde les thèmes du déplacement, du conflit, de l'histoire, de la mémoire et de l'effacement. Ses images mettent en évidence les vestiges du conflit, visibles comme des cicatrices dans un paysage.

## Prix
- Meilleur livre photo As Terras do Fim do Mundo, Festival international du livre photo de Kassel, 2010[17]

## Expositions (extrait)
- Nadir,Metropolitan Life Gallery, Cape Town, 1989
- Terreno Ocupado, STEVENSON Gallery, Johannesburg, 2007
- As Terras do Fim Mundo, STEVENSON Gallery, Johannesburg, 2011
- The Borderlands, STEVENSON Gallery, Johannesburg, 2013
- Someone Else's Country, |Peabody Essex Museum, Salem, 2014
- After War, Fondation A Stichting, Bruxelles, 2015
- The Aftermath of Conflict: Jo Ractliffe's Photographs of Angola and South Africa, The MET Fifth Avenue, New York,2016
- Everything is Everything, Stevenson Gallery,Cape Town, 2018
- Both, And, Stevenson Gallery,Cape Town, 2018

## Collections
Ses œuvres sont présentes dans les collections suivantes : 
| Nom                                            | Lieu                          |
| ---------------------------------------------- | ----------------------------- |
| Musée de l'apartheid                           | Johannesbourg, Afrique du Sud |
| Centre Georges Pompidou                        | Paris, France                 |
| Fondation A. Stitching                         | Bruxelles, Belgique           |
| Huis Marseille Museum for Photography          | Amsterdam, Pays-Bas           |
| Museum of Modern Art                           | New York, États-Unis          |
| Musée d'art moderne de San Francisco           | San Francisco, États-Unis     |
| Iziko South African National Gallery           | Le Cap, Afrique du Sud        |
| The Deutsche Bank Collection                   |                               |
| The Metropolitan Museum of Art                 | New York, États-Unis          |
| The Walther Collection                         | Neu-Ulm, Allemagne            |
| Collection d'art de l'université du Cap        | Le Cap, Afrique du Sud        |
| Galerie d'art de l'université d'Afrique du Sud | Pretoria, Afrique du Sud      |
| WITS Art Museum                                | Johannesbourg, Afrique du Sud |